# Turiška vas, Slovenj Gradec
Turiška vas este o localitate din comuna Slovenj Gradec, Slovenia, cu o populație de 150 de locuitori.